# Cupido damoetes
Cupido damoetes är en fjärilsart som beskrevs av Fabricius 1775. Cupido damoetes ingår i släktet Cupido och familjen juvelvingar. Inga underarter finns listade i Catalogue of Life.